# 土居愛実
土居 愛実（どい めぐみ、1982年6月21日 - ）は日本で活動するミュージカル俳優および元オペラ歌手である。東京都調布市出身。劇団四季所属。

## 来歴
国立音楽大学附属高等学校時代にオペラ座の怪人を観劇したことをきっかけに劇団四季入団を意識し、東京芸術大学音楽学部声楽科卒業後は二期会オペラ研究所に入所し、その後はオペラ歌手として活動していた。2011年10月に劇団四季のオーディションに合格に伴い四季へ移籍する。2012年4月22日に自由劇場で開幕した間奏曲東京公演のコーラス役が四季での初舞台出演となった。2013年6月13日には入団からわずか8か月でオペラ座の怪人のヒロインであるクリスティーヌ・ダーエ役で出演している。

## 主な出演作品
- 間奏曲（2012年コーラス）
- オペラ座の怪人（2013年クリスティーヌ・ダーエ）
- 夢から醒めた夢（2013年マコ）
- ジーザス・クライスト＝スーパースター（2013年アンサンブル）
- 魔法をすてたマジョリン（2015年花嫁）
- サウンド・オブ・ミュージック（2015年シスター・ソフィア）

※括弧内の年は初出演年